# Саракина (планина в Южно Костурско)
 Тази статия е за планината южно от Костурското езеро.  За тази западно от езерото вижте Саракина (планина в Централно Костурско).  За други значения на Габер вижте Габер.
Саракина или Габер (на гръцки: Σαρακήνα, Γάβρος) е ниска планина в Костурско, Западна Македония, Гърция.

## Описание
Планината е разположена в източната част на Костурско, над югоизточния бряг на Костурското езеро и град Костур, които са на 620 m надморска височина. Има посока север-юг и се простира от село Горенци (Корисос) на 750 m на север до Богатско (Вогацико) на 800 m на юг. На запад граничи с долината на Гьоле, чрез която граничи с Хрупищкото поле на запад и планината Диминик на северозапад. На североизток седло след Голема (1182 m) и Малка Саракина (1240 m) и долината на река Порос, приток на Бистрица (Алиакмонас), я отделя от планината Мурик (Мурики).

## Име
Планината е анонимна и в гръцки и в български източници и е наричана с имената на някой от върховете. Георги Христов от Шкрапари нарича цялата планина Саракина по името на връх Саракина в източната ѝ част. Саракина я нарича и Васил Кънчов в „Македония. Етнография и статистика“. Лев Адамов от Горенци я нарича Габер, по името на върха в северозападния ѝ край, югозападно над Горенци: „Разположено е на полите на едно от разклоненията на Пинд-планина, наречен Габер. Южно и западно от този Габер няма никакво българско население.“ На картата на австро-унгарския генерален щаб в планината са отбелязани върховете Габер (Gaber) и Ежово (Ežovo). Никос Незис я нарича Корисос (Κορησός) по новото име на най-високия ѝ връх, наричан преди Айдонакос (Αηδονάκος), 1383 m.
Планината е гола и скалиста. Скалите са доломитови варовици. Изкачването до върха може да стане от село Горенци на 730 m за около 3 часа или от Чуриловския манастир на 1030 m за около 2 часа.
| Име            | Име                                          | Височина     | Местоположение                                                                                 |
| -------------- | -------------------------------------------- | ------------ | ---------------------------------------------------------------------------------------------- |
| Айдонакос      | Αηδονάκος, Κορησός                           | 1383 m       | южно над Горенци (Корисос)                                                                     |
| Габер          | Γάβρος                                       | 1060 – 900 m | югозападно над Горенци (Корисос)                                                               |
| Гуфа           | Γκούφα, Κούφια                               | 1282 m       | източно над Костараджа (Костарази)                                                             |
| Джорджуло      | Τζόρτζουλο, Παλιόκαστρο                      | 1045 m       | североизточно над Ново Костараджа (Нео Костарази) и югозападно от Костараджа (Палео Костарази) |
| Малка Саракина | Μικρή Σαρακίνα                               | 1240 m       | южно от Милия, северозападно над Лошница (Гермас)                                              |
| Микро Вуно     | Μικρό Βουνό                                  | 804 m        | източно над Слимнища (Милица)                                                                  |
| Милия          | Μηλιά                                        | 1235 m       | южно от Голема Саракина и северно от Малка Саракина                                            |
| Пиргос         | Πύργος                                       | 1170 m       | югозападно над Богатско (Вогацико)                                                             |
| Прения         | Πρενιά                                       | 1210 m       | североизточно над Костараджа (Костарази)                                                       |
| Профитис Илияс | Προφήτης Ηλίας, Βογατσικού Κορυφή, Βογατσικό | 1361 m       | югоизточно над Богатско (Вогацико)                                                             |
| Профитис Илияс | Προφήτης Ηλίας                               | 1220 m       | източно над Костараджа (Костарази)                                                             |
| Саракина       | Σαρακίνα, Μεγάλη Σαρακίνα                    | 1182 m       | източно от Айдонакос, южно над Чуриловския манастир                                            |
| Скала          | Σκάλα                                        | 1133 m       | северно над Костараджа (Костарази)                                                             |
| Ставрос        | Σταυρός                                      | 1068 m       | източно над Слимнища (Милица)                                                                  |
| Цотра          | Τσότρα                                       | 1260 m       | югоизточно над Богатско (Вогацико)                                                             |
| Чука           | Τσούκα, Κορυφή                               | 1166 m       | западно над Лошница (Гермас)                                                                   |